# Jaromír Kverka (1992)
Jaromír Kverka (* 24. ledna 1992, Karlovy Vary, Československo) je hokejový útočník týmu HC Energie Karlovy Vary, jehož je odchovancem a za který nastupoval ve všech věkových kategoriích.
V sezóně 2012-2013 dovedl jako kapitán karlovarskou juniorku do prvního kola play off MHL, kde prohrála s týmem Spartaku Moskva 2:3 na zápasy. V této sezóně se také účastnil utkání hvězd MHL.
Už ve stejném roce debutoval v barvách Energie v české extralize dospělých. Pravidelně v ní nastupuje od sezóny 2014/15, v několika jejích zápasech přímo jako centr první formace mezi Radkem Dudou a Jurisem Štalsem nebo Michalem Vachovcem. Momentálně hrající již 4. Sezónu za HC Baník Sokolov, kde pravidelně vyhrává kanadské bodování týmu a v roce 2022 dovedl Baník Sokolov k historickému úspěchu (3. místo v Chance lize).
Ve volném čase hraje s rodinou golf.

## Rodina
Otec Jaromír Kverka
Matka Renáta Zahálková
Sestry Emma Kverková, Kristina A. Zahálková
Bratři Michal Kverka, Adam Kverka
Manželka Barbe Kverková
Dcera Julie Kverková
Syn Jaromír Kverka